# Buddy Johnson
Woodrow Wilson Johnson, meglio conosciuto come Buddy Johnson (Darlington, 10 gennaio 1915 – New York, 9 febbraio 1977), è stato un pianista, compositore e bandleader statunitense.

## Carriera
La sua passione per la musica si sviluppò in giovane età, a 5 anni i genitori gli fecero prendere le prime lezioni di piano e durante l'adolescenza coltivò il suo talento musicale componendo e arrangiando musiche per la chiesa della sua comunità e per gli spettacoli scolastici. Nel 1938 si trasferì a New York e l'anno successivo andò in tournée per l'Europa con la rivista del Cotton Club.
Nel 1939 iniziò ad incidere per la Decca Records, i suoi primi lavori furono Jammin' In Georgia e Stop Pretending. Poco tempo dopo venne raggiunto a New York dalla sorella Ella che si unì alla sua band come cantante, il primo brano che incisero insieme fu Please Mr. Johnson. Tra il 1943 e il 1944 anche la famosa cantante Etta Jones fece parte della band di Johnson. Nel 1945 incide con l'Orchestra di  Billy Eckstine.
Nel 1941 creò un'orchestra di nove elementi (The Buddy Johnson Orchestra) con la quale incise diversi brani di successo che entrarono nelle classifiche (Billboard R&B Chart).
A partire dal 1943 i brani registrati per la Decca ebbero un grande successo commerciale: Let's Beat Out Some Love (#2 R&B, 1943), Baby Don't You Cry (#3 R&B, 1943, con Warren Evans alla voce), When My Man Comes Home (#1 R&B, #18 pop, 1944), They All Say I'm The Biggest Fool (#5 R&B, 1946, con Arthur Prysock alla voce), Fine Brown Frame e Walk 'Em furono delle hit e diedero grande popolarità alla band che iniziò ad esibirsi nei maggiori locali e teatri del paese.
Nel 1945 Johnson compose Since I Fell for You che, grazie anche all'interpretazione canora della sorella, divenne in seguito uno standard jazzistico. Il brano inizialmente non ebbe grande successo, divenne una hit solo nel 1963 quando Lenny Welch ne incise una nuova versione.
Oltre ai successi commerciali Buddy dedicò una parte del suo tempo alla composizione di musica più elevata, nel 1946 compose un concerto per pianoforte che due anni più tardi suonò nella prestigiosa cornice della Carnegie Hall. Compose inoltre la Southland Suite, un'altra articolata composizione musicale a cui collaborò anche la sorella Ella.
Nel 1949 incise un brano intitolato Did you see Jackie Robinson hit that ball? dedicata al campione di baseball dei Brooklyn Dodgers Jackie Robinson, primo afroamericano a rompere la bariera razziale nella MLB; il brano raggiunse la 13ª posizione nelle classifiche.
Nel 1950 fu ingaggiato dall'Earle Theater di Filadelfia, teatro nel quale si esibivano artisti di grande fama come Ella Fitzgerald.
Nel 1952 interruppe la sua collaborazione con la Decca Records e firmò un contratto con la Mercury Records. Nel 1956 la Mercury decise di spostare Buddy e la sua band sotto un'etichetta sussidiaria di sua proprietà, i dirigenti della casa discografica ritenevano ormai concluso il periodo di successo delle band rhythm and blues ormai spodestate dalla popolarità del rock and roll. Buddy e la sua band continuarono ad esibirsi nel circuito dei teatri e dei locali da ballo ma l'epoca dei successi da classifica era finita.
Durante gli anni sessanta l'attività musicale di Johnson fu frenata dai suoi problemi di salute, sua sorella Ella si ritirò dalle scene per occuparsi del fratello. Buddy Johnson si spense il 9 febbraio del 1977 all'età di 62 anni a causa di un tumore cerebrale, sua sorella Ella sopravvisse sino al 2004.

## Discografia[2]

### Singoli
- 1939 - Stop Pretending (So Hep You See) (Decca)
- 1941 - Please, Mr. Johnson (Decca)
- 1941 - In There (Decca)
- 1941 - I'm My Baby's Boy (Decca)
- 1941 - Trilon Swing/Southern Exposure (Decca)
- 1943 - Let's Beat Out Some Love (Decca)
- 1943 - Baby Don't You Cry (Decca)
- 1944 - When My Man Comes Home (Decca)
- 1944 - I Still Love You (Decca)
- 1944 - That's the Stuff You Gotta Watch (Decca)
- 1945 - Opus Two (Decca)
- 1945 - Walk 'Em (Decca)
- 1946 - They All Say I'm The Biggest Fool (Decca)
- 1947 - Li'l Dog (Decca)
- 1947 - Pullamo (Decca)
- 1949 - Did You See Jackie Robinson Hit That Ball? (Decca)
- 1950 - Shake 'em Up (Decca)
- 1951 - Stormy Weather (Decca)
- 1951 - Am I Blue? (Decca)
- 1951 - Till My Baby Comes Back (Decca)
- 1951 - Shufflin' and Rollin' (Decca)

### Album
- 1956 - Rock 'n Roll Stage Show (Mercury/Wing)
- 1957 - Buddy Johnson Wails (Mercury)
- 1958 - Swing Me (Mercury)
- 1958 - Rock and Roll with Buddy Johnson (Mercury/Wing)
- 1958 - Go Ahead and Rock and Roll (Roulette)

### Raccolte
- 1995 - Buddy and Ella Johnson 1953-64 (Bear Family)
- 1995 - Rockin' n' Rollin' featuring Ella Johnson (Collectables)
- 1996 - Walk 'Em: Decca Sessions (Ace)